# 安定訊號
安定訊號（英語：Calming signals）是犬的肢體語言。安定訊號被認為用於犬與其他犬隻，以及與人類社交互動中的溝通，用以表示友善的意圖，緩和緊張的情勢，以及預防攻擊性的情形。
挪威犬隻訓練師吐蕊·魯格斯（Turid Rugaas）於其著作《On Talking Terms with Dogs: Calming Signals》創設安定訊號一詞，其發現犬與狼同樣有透過肢體語言避免衝突的能力。在狼的行為學中，這被稱為「中斷訊號」（cut-off signals），用於中斷其他狼隻的攻擊行為。吐蕊認為，犬同樣有類似的肢體語言，只是更為溫和，且通常用於預防，用意在於避免其他人犬的威脅。在犬隻感到緊張、不自在時，便會透過安定訊號安撫自己，並向其他犬隻、人類表示善意。吐蕊認為，人類也可以透過使用安定訊號，向其他犬隻表示善意、避免衝突。

## 常見的安定訊號
吐蕊認為目前已知的安定訊號至少有30種，並在其著作中舉出14種最為常見的安定訊號如下：

### 撇頭
犬隻快速地把頭撇到一邊後再轉回，或者撇頭後維持一點時間，也可能只是很輕微的撇頭。
撇頭通常用於使快速、直行接近的犬隻冷靜下來，或是向人類表達出不自在，通常是面對照相機的場合，或是人類彎腰所帶來的壓迫感。

### 柔和眼神
略微瞇起眼睛，以較為柔和的目光注視對方。
柔和眼神的作用類似撇頭，通常用於其他犬隻、人類直行接近時，或是對方直直盯著時。

### 舔舌
犬隻快速地舔舌。受到毛色、毛髮影響而面部表情較不易辨識的犬隻，例如：黑狗、臉部有許多毛髮遮蓋的狗，更偏好使用此一安定訊號。
舔舌與撇頭的使用場合相類，用於向其他犬隻、人類表達出不自在。

### 嗅聞
迅速低頭接近地面又馬上抬頭，或著站著嗅聞地面一陣子，直到問題消失。由於犬隻同樣會透過嗅聞進行探索，因此需透過整體情境評估是否為安定訊號。
嗅聞的使用場合，亦是為了向其他犬隻、人類表達出不自在。通常是其他犬隻、人類直行或突然接近，或過於靠近。飼主以嚴厲口氣呼喚犬隻時，犬隻也可能出現嗅聞的安定訊號。

### 定格不動
犬隻保持原來的姿勢，不論是站著、坐著或趴著，而定住不動。
定格不動用於傳達「無威脅」的意思，通常是有其他體型較大的犬隻接近嗅聞，或是飼主情緒不佳，甚至顯現出攻擊性時。

### 緩慢移動
緩慢地移動，有時甚至慢到幾乎沒有移動。
緩慢移動用於使其他犬隻、人類冷靜下來。可能用於看見其他犬隻時，或是飼主情緒不佳時。

### 繞半圈
不採取直線距離，而是繞路（繞半圈）接近特定犬隻、人類，或是間隔一些距離行走。
繞半圈主要用於與其他犬隻見面時，由於在成犬的肢體語言中，直線走向對方被認為是無禮的，因此兩隻犬隻見面時通常會以繞半圈的方式接近。繞半圈也用於使其他害怕、生氣的犬隻冷靜下來。

### 邀玩
壓低前半身，並維持這樣的姿勢，有時會配合撇頭的安定訊號。
邀玩作為安定訊號時，用於欲與其他犬隻交朋友，但對方有點疑心或緊張的場合，目的在使對方放心接納自己。

### 轉身
轉身側向，或是整個轉過身背對其他犬隻、人類。
轉身是強烈的安定訊號，傳達出「請冷靜下來」的意思，用於其他犬隻、人類顯現出威脅、憤怒的情狀，或是其他犬隻太過激動的場合。

### 坐下
背對坐下，或是在其他犬隻接近時坐下。
坐下也是強烈的安定訊號，用於避免衝突，通常是其他犬隻、人類顯現出威脅的情狀，或是對於其他犬隻感到不確定時。

### 趴下
肚皮朝地趴下。
趴下也是強烈的安定訊號，經常由地位較高的犬隻使用。用意在於使過於激動的犬隻冷靜下來，或是鼓勵害怕的犬隻接近。

### 分開
用身體阻隔在狗群、人群之間。
分開多用於兩隻犬隻靠得太近，或情勢緊繃的時候，第三方犬隻會在此時介入，站在兩隻犬隻之間，避免衝突加劇。人類也可透過此安定訊號，阻隔兩隻犬隻，避免衝突加劇。

### 打哈欠
打哈欠是具有多重意義的安定訊號，犬隻可能在多種情境下使用，主要用意是表達出自己不自在的感受。

### 搖尾巴
大幅搖動尾巴，或是匍匐前進，伴隨哀鳴、尿尿搖尾巴。
搖尾巴作為安定訊號時，不具有開心表現的意義，而是用於使其他犬隻、人類冷靜下來。